# Trésor de Mâcon

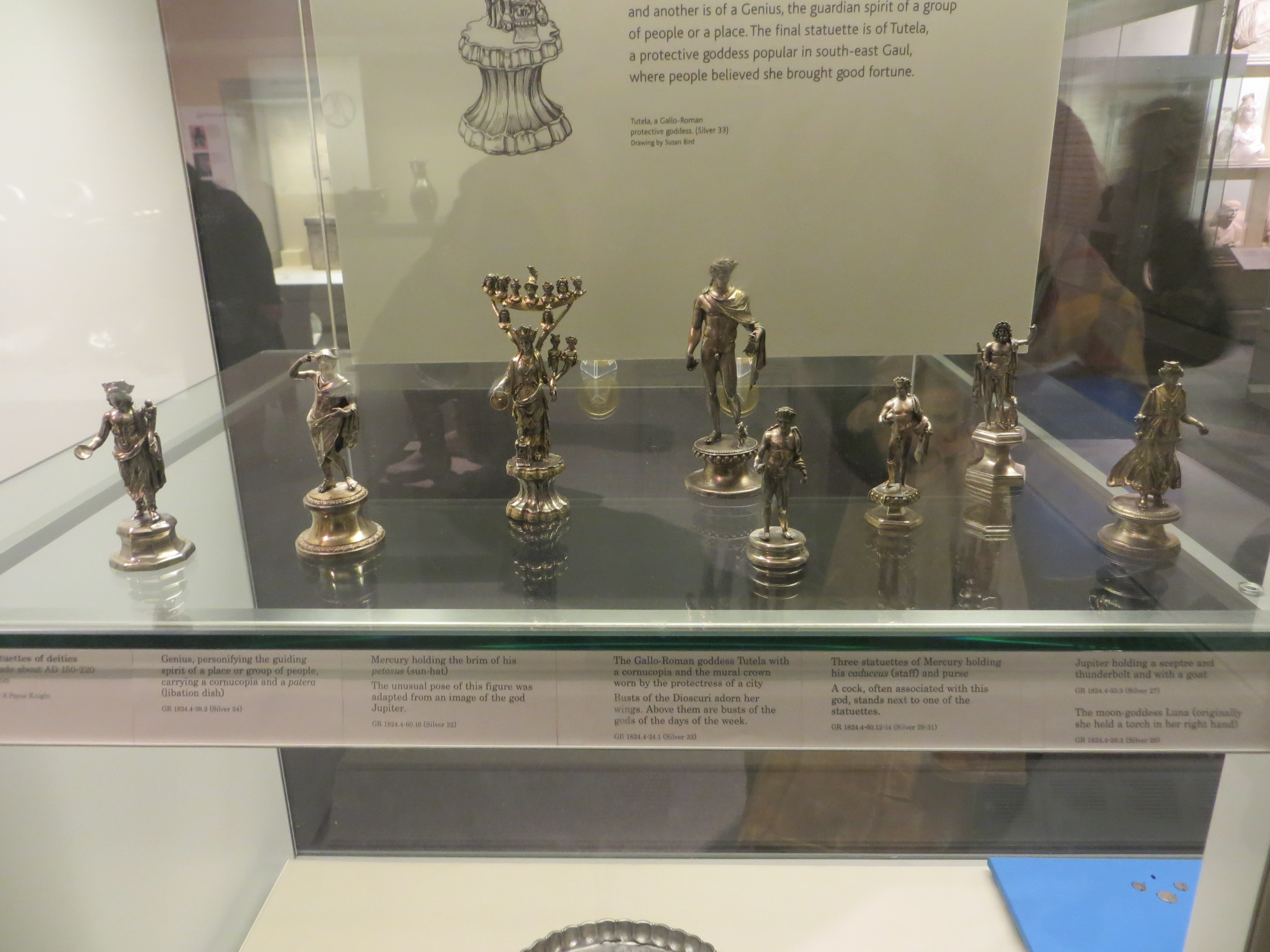
Vitrine du trésor de Mâcon au British Museum.

Le trésor de Mâcon est un important trésor monétaire et d'argenterie romaine découvert à Mâcon (Saône-et-Loire) en 1764. Une grande partie a été perdue, le reste est désormais exposé au British Museum à Londres.

## Découverte
Le 1er mars 1764, lors des travaux pour la construction du nouvel Hôtel-Dieu de Mâcon, les ouvriers mettent au jour un très important trésor d'époque romaine. Il est reporté qu'un grand nombre de monnaies d'or et d'argent, un assortiment de bijoux et un lot d'argenterie composaient le trésor. Malheureusement presque tout a disparu peu de temps après la découverte et a sans doute été fondu. Seules huit statuettes et un plat en argent ont été sauvés. Achetés par un collectionneur anglais, Richard Payne-Knight, qui les a légués au British Museum en 1824, ils y sont exposés de nos jours. Le musée des Ursulines de Mâcon possède et expose les copies de ces huit statuettes.

## Galerie

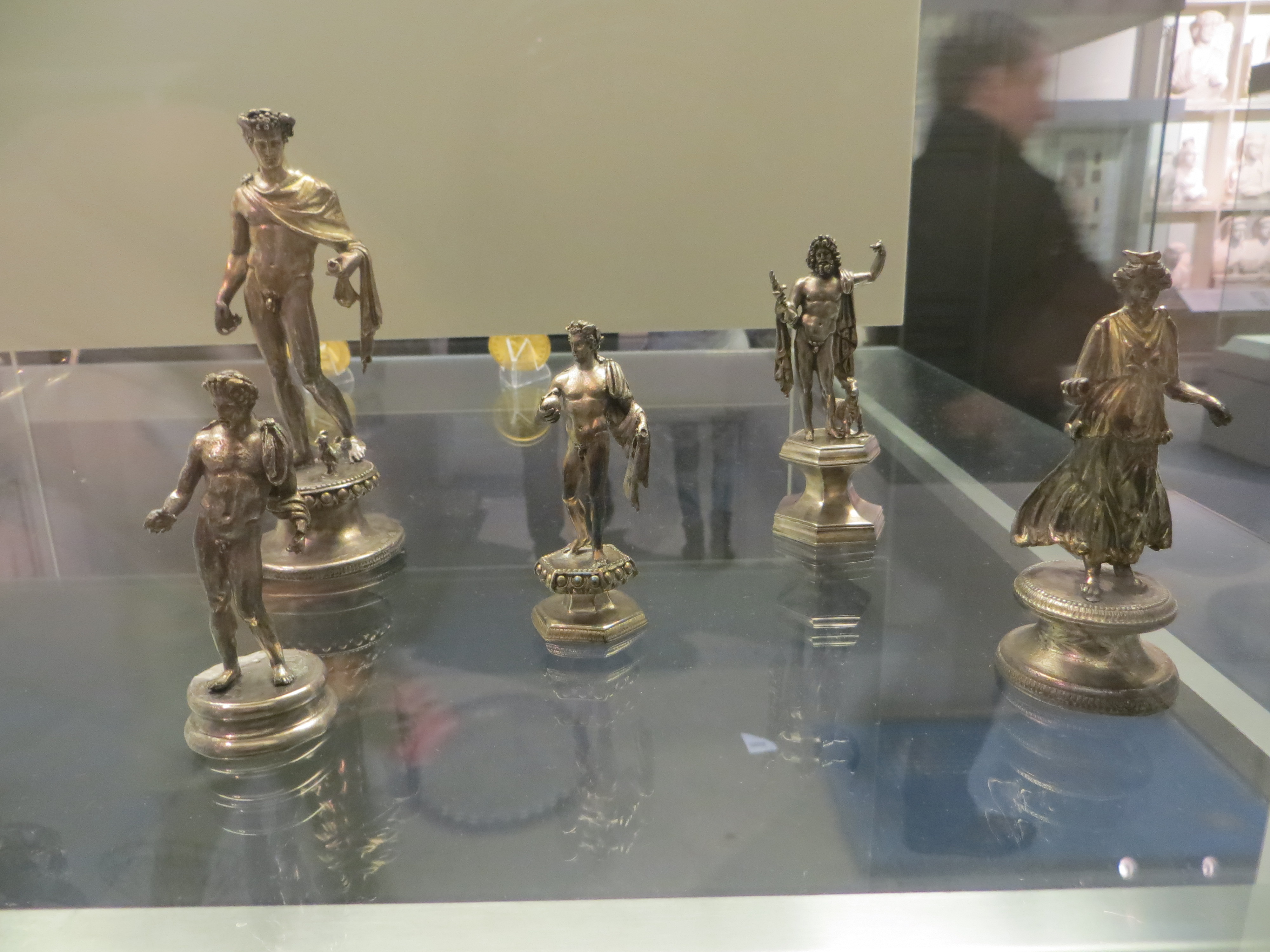
Trois statuettes d'argent : Mercure à côté de Jupiter et Luna
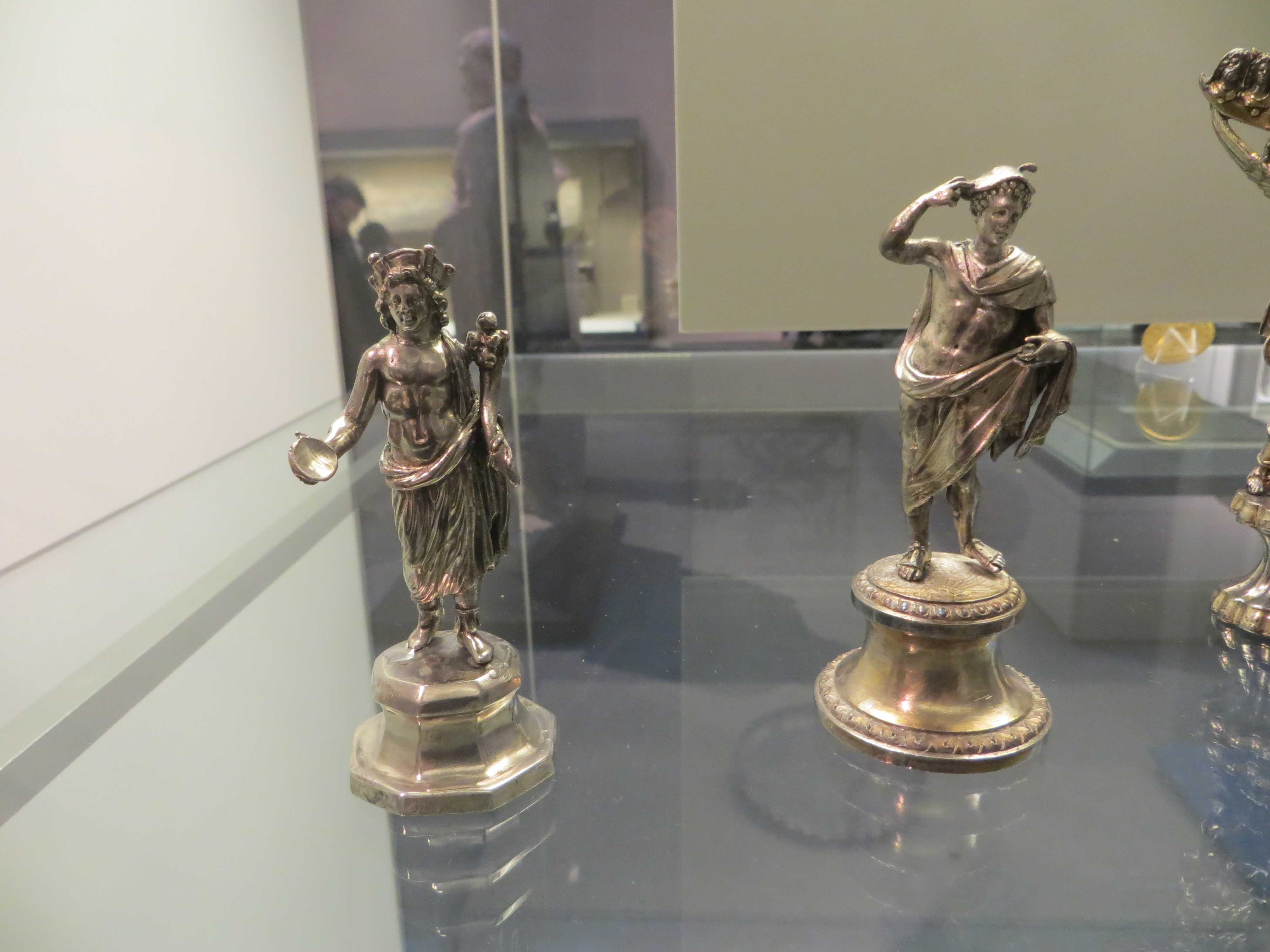
Représentation d'un Genius et Mercure
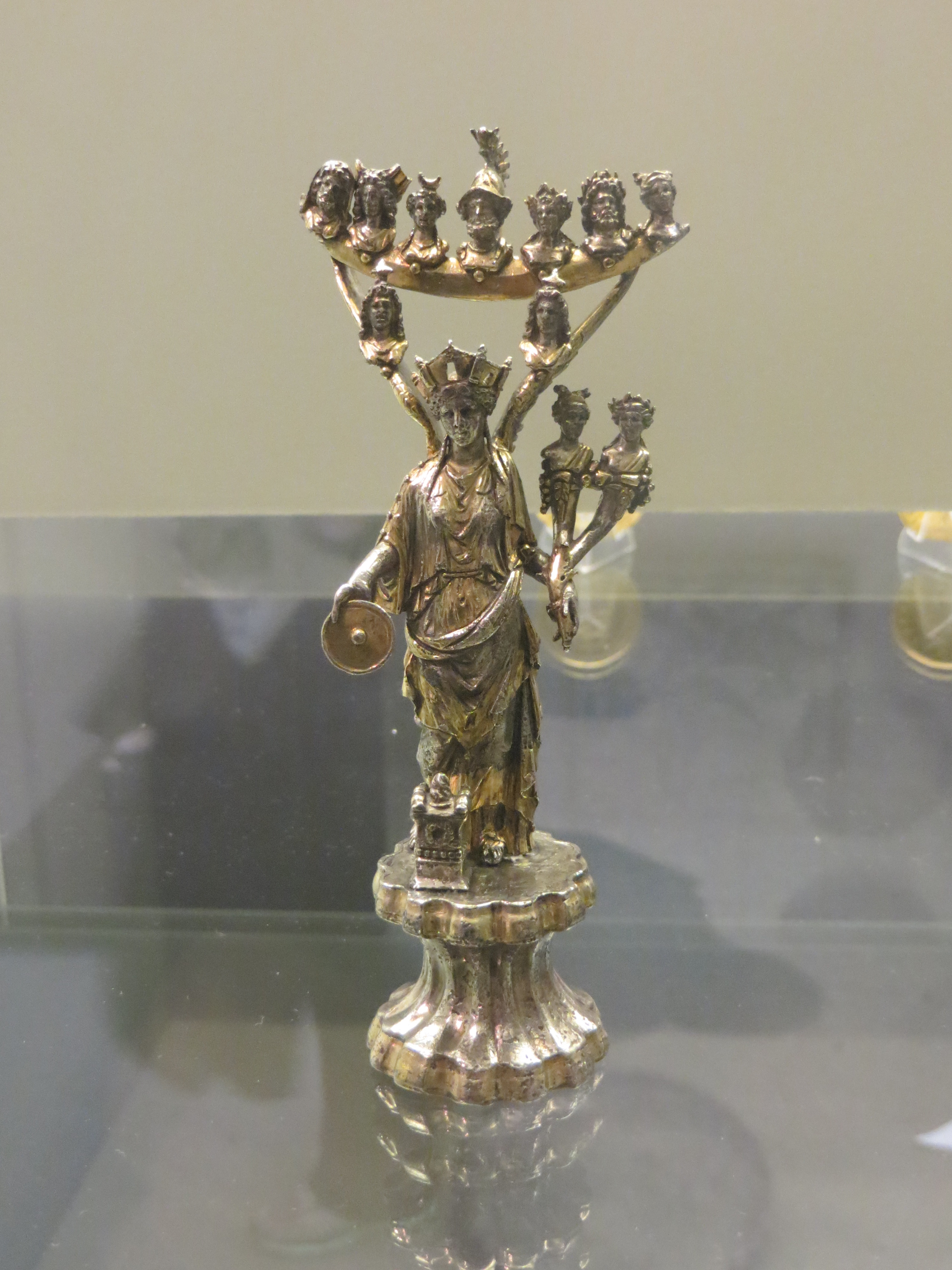
Figure tutélaire, Tutela,  portant les images des 7 jours de la semaine - hauteur 14 cm
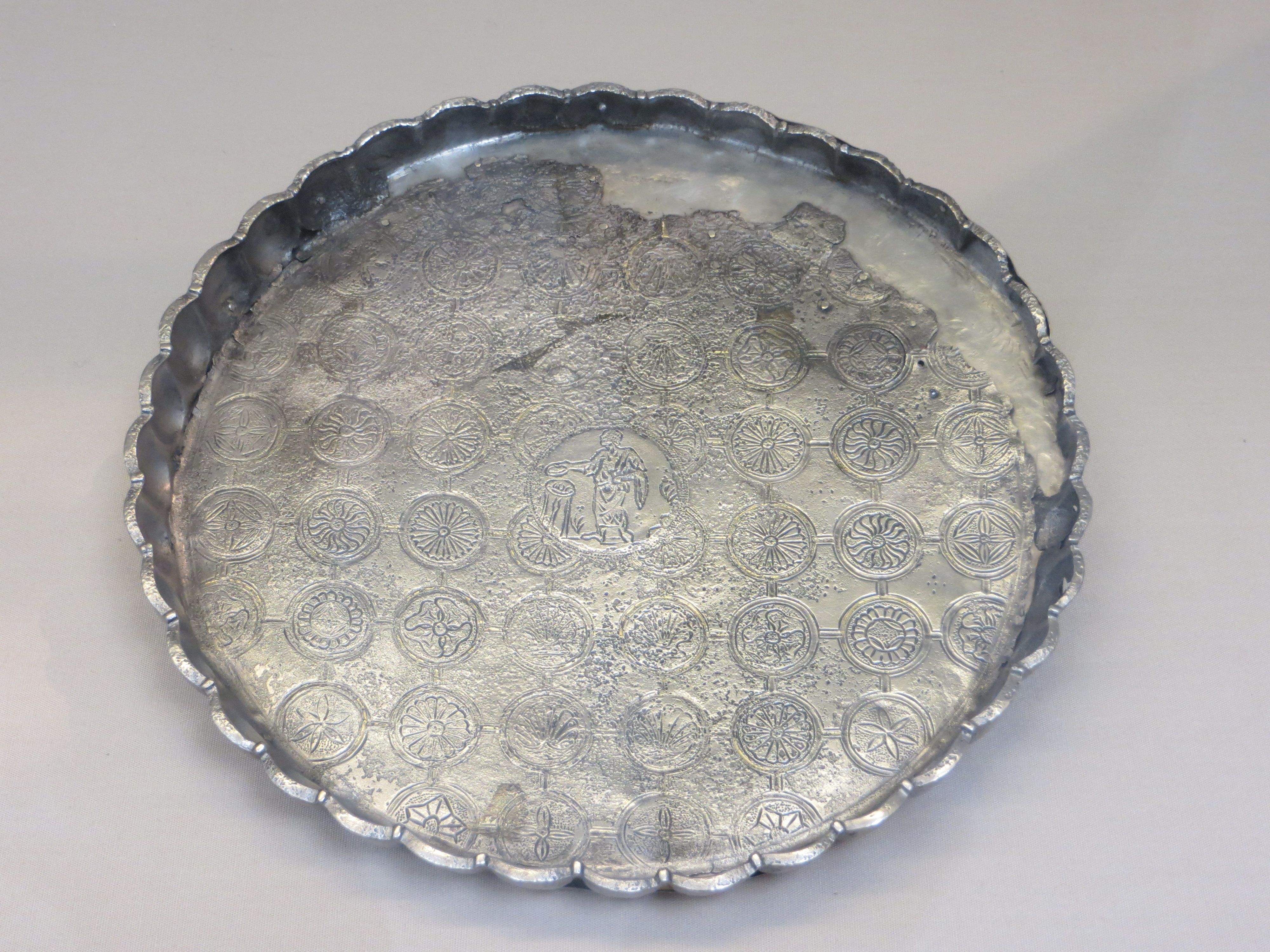
Plat à bord festonné, au centre un homme officie près d'un autel